# 滝田実

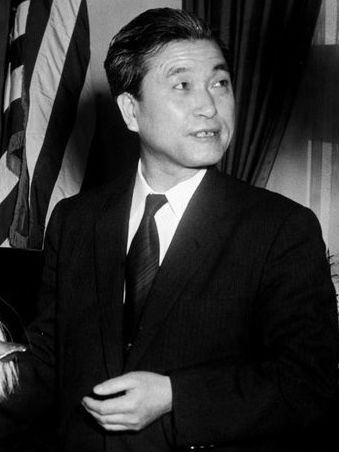
1961年3月3日

滝田 実（たきた みのる、1912年12月15日 - 2000年12月9日）は、昭和から平成時代の労働運動家。ゼンセン同盟名誉会長。全国繊維産業労働組合同盟（全繊同盟）第3代会長、全日本労働組合会議（全労）初代議長、全日本労働総同盟（同盟）第2代会長。

## 経歴

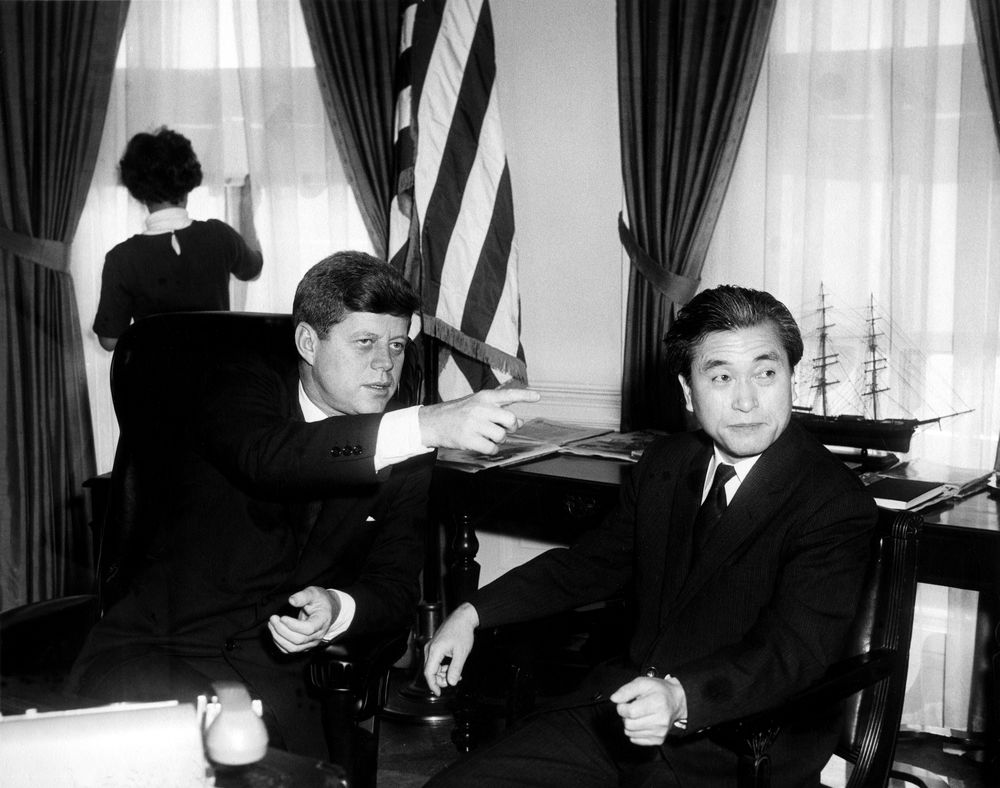
1961年3月3日、ジョン・F・ケネディ大統領（左）と

富山県射水郡小杉町（現射水市三ケ）生まれ。1931年富山県立工芸学校機械電気科卒、日清紡績に入社。戦後、松岡駒吉と出会い労働運動に入る。1946年4月日清紡績労働組合結成とともに副組合長。同年7月全国繊維産業労働組合同盟（全繊同盟）結成に参加、中執委員。1948年5月全繊同盟会長。同年日清紡績労働組合組合長。1949年国際自由労連（ICFTU）結成大会に日本代表として出席。1950年日本労働組合総評議会（総評）結成に参加。高野実派の総同盟解体方針をめぐる総同盟分裂では、松岡駒吉、菊川忠雄らの再建総同盟に参加せず総評に留まった。1951年9月の講和問題をめぐる民同の左右対立では、星加要、古賀専らと民主労働運動研究会（民労研）を結成して幹事となった。
1951年12月民主社会主義連盟（民社連）評議員。1952年5月に皇居前広場で起きたメーデー事件に関し、全国繊維産業労働組合同盟会長として島上善五郎とともに衆議院行政監察特別委員会に証人喚問された。1952年秋の電産・炭労ストの後、全繊同盟・海員・日放労・全映演の4単産が総評の闘争指導方針を批判した「4単産声明」を和田春生とともに執筆。1953年2月全国民主主義労働運動連絡協議会（民労連）議長。1954年4月総評を脱退した3単産と総同盟で全日本労働組合会議（全労）を結成し、1964年の同盟結成まで初代議長を務めた。全労結成直後に近江絹糸争議を指導したほか、国際自由労連一括加盟を実現させた。1954年日清紡績を退社。1961年米国務省とAFL-CIOの招きで渡米し、ケネディ大統領と会見。1962年4月全労・総同盟・全官公の3団体が加盟する全日本労働総同盟組合会議（同盟会議）を結成し副会長。
1964年11月全労と総同盟が統合した全日本労働総同盟（同盟）を結成し副会長。1965年国際自由労連副会長。1968年2月に同盟会長となり、同年12月に労働戦線統一を提唱。1970年2月から宝樹文彦全逓委員長、原口幸隆全鉱委員長、宮田義二鉄鋼労連委員長らと労働戦線統一問題に関する非公式会議を持ち、同年11月に労働戦線統一世話人会を発足させた。1971年秋に全繊同盟会長を退任、同名誉会長、顧問。1972年1月同盟会長を退任。全労および同盟会長の間、中央労働委員会（中労委）委員を20年余り務め、全国労組生産性企画実践委員会委員（1962～1963年度）、日本生産性本部副会長も務めた。
1973年アジア社会問題研究所を設立し理事長。1975年大蔵省金融制度調査会委員。1989年アジア社会問題研究所顧問。同盟顧問、友愛会議顧問、友愛会顧問、国際交流基金顧問、中央教育審議会委員も務めた。1983年勲一等瑞宝章を受章。1995年小杉町名誉町民。2000年12月9日、腎不全のため死去、87歳。

## 人物
1959年民社党結成に先立つ民主社会主義新党準備会に参加、政策・運動方針起草委員会の幹事に就任。1965年民社党顧問。
連合結成時のスローガン「力と政策」を提唱した。
労働ジャーナリストの水野秋は、戦後労働運動の大指導者として高野実、細谷松太、太田薫、岩井章、滝田実の5人を挙げている。

## 著書
- 『虚構の清算――戦線統一への出発』（全繊同盟、1971年）
- 『新時代の労働組合――日本の労働運動を回顧して』（日本生産性本部生産性労働資料センター［生産性労働文庫］、1971年）
- 『わが回想――労働運動ひとすじに』（読売新聞社、1972年）
- 『労働組合への提言――停滞から前進へ』（編、日本評論社、1978年）
- 『図説アジア・太平洋時代――21世紀に目を向けて』（編、アジア社会問題研究所、発売：アジア経済出版会、1985年）
- 『アジア社研の歩いた道――感謝をこめて アジア社会問題研究所創設・一五周年をふり返り』（アジア社会問題研究所、1988年）
- 『忘れえぬ人々』（滝田実、1996年）

### 監修
- 梅沢昇平、田口幸子『政治・労働運動――資料と解説』（富士社会教育センター［富士選書］、1979年）

## 関連文献
- 細谷松太『戦後労働運動の歴史と人物』（日刊労働通信社、1972年）
- 日本経済新聞社編『私の履歴書〈第47集〉』（日本経済新聞社、1973年）
- 宮本則夫「滝田実」、現代革命運動事典編集委員会編『現代革命運動事典』（流動出版、1981年）
- 高梨昌編著『証言戦後労働組合運動史』（東洋経済新報社、1985年）
- 平凡社教育産業センター編『現代人名情報事典』（平凡社、1987年）
- 芦村庸介「滝田実」、朝日新聞社編『「現代日本」朝日人物事典』（朝日新聞社、1990年）
- 日本労働研究機構編『戦後労働組合運動の歴史――分裂と統一』第3集（日本労働研究機構、2003年）